# Bernard Gilles Penot
Bernard Gilles Penot und latinisiert Bernardus G. Penotus (* 1519 in Guyenne; † 1617 in Yverdon-les-Bains) war ein französischer  Alchemist und Arzt.
Penot studierte in Basel (Promotion 1591) und kam durch Adam von Bodenstein zur Alchemie in der Nachfolge von Paracelsus. Er soll sein ganzes Vermögen an alchemistische Studien verloren haben (er suchte nach dem Stein der Weisen als Mittel zum Goldmachen und universeller Arznei) und sich zuletzt von der Alchemie, die er zuvor noch in verschiedenen Schriften verteidigte, distanziert haben. Penot war zeitweise Arzt in Frankenthal (Pfalz), reiste viel und hatte Kontakt und korrespondierte mit vielen Gelehrten (wie Jakob Zwinger  [1569–1610], Andreas Libavius), auch in England, Böhmen und der Schweiz. Er starb verarmt im Hospital von Yverdon-les-Bains (Ifferten), wo er ab 1596 Stadtarzt war.
Er war mit Nicolas Barnaud befreundet.

## Schriften
- verschiedene seiner Schriften sind im Theatrum Chemicum abgedruckt.
- Abditorum chymicorum tractatus varii. Frankfurt 1595.
- Apologia chemiae transmutatoriae. Bern 1608.
- Libellus de lapide philosophorum Frankfurt 1594.
- Extractio mercurii ex auro.
- Canones philosophici.
- Quaestiones et responsones philosophicae.
- Dialogus de arte chemica.
- Aegidii de Vondis dialogus inter naturam et filium philosophiae.
- Theophrastisch Vade mecum. Übersetzt von Johann Hippodamus. J. Francke, Magdeburg 1597.
  - Vademecum Theophrasticum. Magdeburg 1607.
- De denario medico, quo decem medicaminibus, omnibus morbis internis medendi via docetur. J. Le Preux, Bern 1608.

Nach Didier Kahn stammt auch das Paracelsus zugeschriebene Centum quindecim curationes von 1582 von Penot.